# 尼曼查·施莫域
尼曼查·施莫域（NEMANJA SIMOVIC一般稱作利馬查，1984年3月16日—），生於塞爾維亞，職業足球運動員，曾效力塞超的球會及曾代表塞爾維亞國家青年隊，2009-2010年球季由球會名譽顧問今時靖先生親到塞爾維亞為球會挑選加盟愉園。